# アルキル置換ビアリールホスフィン配位子
有機化学および有機金属化学において、アルキル置換ビアリールホスフィン配位子（アルキルちかんビアリールホスフィンはいいし、英: Dialkylbiaryl phosphine（またはdialkylbiarylphosphine）ligand）は、リンを含む配位子であり、パラジウムなどの遷移金属触媒の活性を高めるのに用いられる。炭素-炭素結合を形成するパラジウム触媒カップリング反応や、炭素-窒素結合を形成する バックワルド・ハートウィッグアミノ化などに応用するため、ステファン・バックワルドによって1998年に合成された。これらの配位子が開発される前は、パラジウム触媒を用いるC-Nクロスカップリングには第1世代（トリス(o-トルイル)ホスフィン）・第2世代（BINAPなど）のホスフィン配位子が用いられていたものの、激しい反応条件が必要であり、基質適用範囲が限られるなど制限が厳しかった。鈴木・宮浦カップリングや根岸カップリングはPd(PPh3)4を触媒として用いることが多いが、塩化アリールの反応性が低いため基質が臭化アリールやヨウ化アリールに限られており、新しい配位子の合成が求められていた。
最初の報告によれば、バックワルド・ハートウィグらにより立体的にかさ高く電子豊富なホスフィン配位子が合成され、バックワルド・ハートウィッグアミノ化やエーテル合成反応、根岸カップリングや鈴木・宮浦カップリングなど幅広い触媒反応に用いることができるようになった。この中でバックワルドらはジアルキルビアリールホスフィン配位子に着目し、ハートウィグらはビスホスフィノフェロセンやトリアルキルホスフィンの研究を行った。バックワルドらが開発し、発展させたため、ジアルキルビアリールホスフィン配位子はバックワルド配位子とも呼ばれる 。
ジアルキルビアリールホスフィン配位子をカップリング反応に応用することで、反応の基質適用範囲が大きく広がった。さらに、BrettPhosの誘導体を配位子として用いることでハロゲン化アリール、擬ハロゲン化アリールを基質としてフッ化物、トリフルオロメチル化体、ニトロ化合物（ニトロアレーン合成のため）、シアン化物（イソシアネートを経由した尿素の合成）など求核性の低い様々な化合物を求核剤としてパラジウム触媒クロスカップリングを起こすことに成功した。これらに加え、Au、Ag、Cu、Rh、Ruなど他の金属の触媒反応にも応用範囲が拡げられている。今日ではこれらの配位子は工業的にも研究でも使われている。

## 一般的な特徴

ジアルキルビアリールホスフィン配位子のワンポット合成

バックワルド配位子は空気に対して安定な結晶性固体である。多くは市販されているか、安価な試薬から容易に合成できる。これらの配位子においてはワンポット合成が開発されており、>10 kgスケールでの工業的合成が行われている。

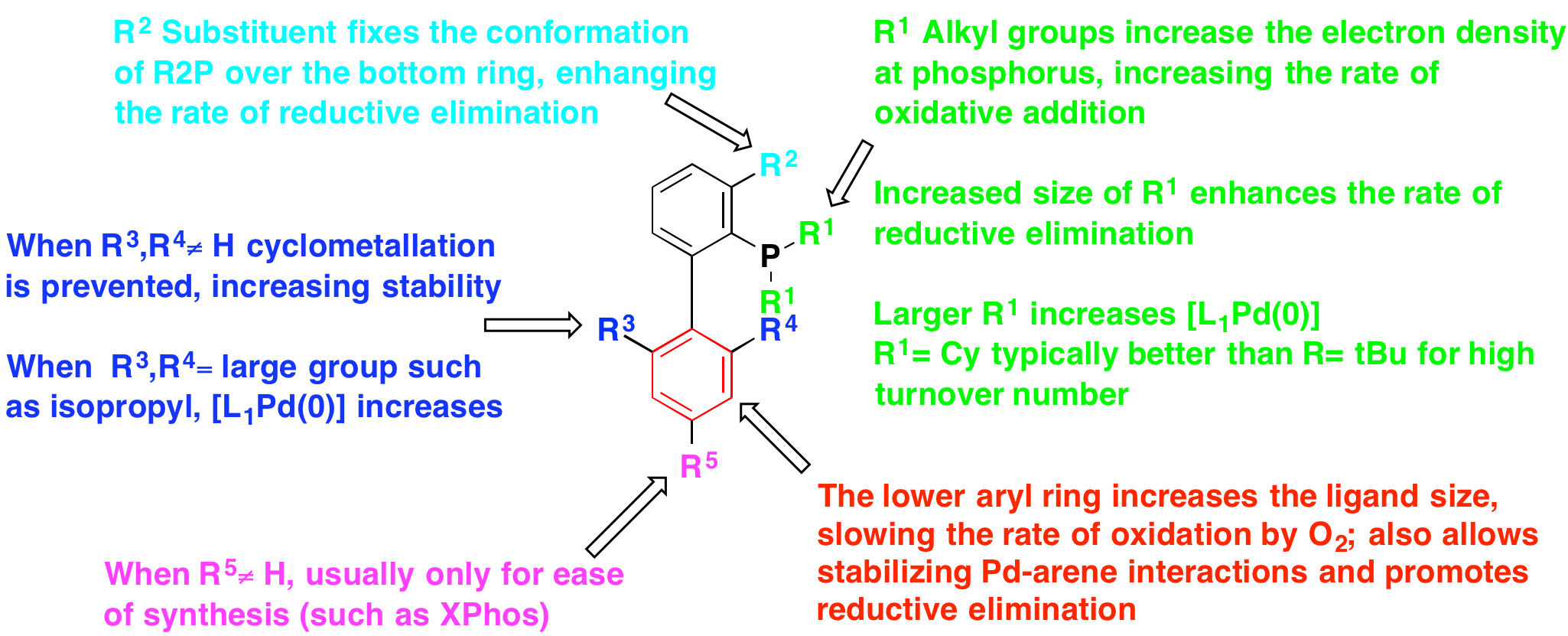
ジアルキルビアリールホスフィンの構造特性と触媒作用に与える影響。

他の配位子よりパラジウム触媒カップリング反応における活性が高いのは、これらの配位子が電子豊富で立体的にかさ高いなどの理由がある。リン原子に結合する置換基にシクロへキシル、tert-ブチル、アダマンチル基が用いられるのは以上の理由による。ビフェニル基において、下の環のホスフィノ基に対するオルト位も配位子特性に大きな影響を与える。多くの結晶解析により、バックワルド配位子が半反応性配位子であり、触媒サイクルにおいて高い反応性をもつ12電子LPd(0)中間体を安定化すると推測されている。より最近の配位子ではパラジウムによって仲介されるC-H活性化により触媒が分解されるのを防ぐため、2位と6位を置換したものも合成されている。クロスカップリングにおいては、反応の基質が変わった場合、配位子の構造をわずかに変化させるだけで劇的に触媒活性が向上することがある。このため、1つの変換反応に対して様々な配位子が合成されている。温和な条件（室温以下）で触媒活性を持つLPd(0)を合成する方法を開発することで、多くの塩基によって活性化されるシクロパラジウム化触媒前駆体が開発され、さらに配位子の応用範囲が広がり、使い方も簡単になった。
よく知られ、商業化されているジアルキルビアリールホスフィン配位子を開発順に以下に示す。それらの名前はバックワルドのグループの共同研究者で、それらの配位子を最初に合成した人のファーストネームやイニシャルにちなんで名付けられている。それらがすでに使用されていた場合は（以下では3つの場合がある）バックワルドの猫の名前から名付けられた。

## DavePhos

DavePhos

DavePhosは最初に報告されたジアルキルビアリールホスフィン配位子であり、当初はパラジウムを触媒とする穏和な条件での鈴木・宮浦カップリングとバックワルド・ハートウィッグアミノ化に用いられた。この配位子はこのほかにも、ケトンやエステルのアリール化、塩化アリールのホウ素化、インドールのアリール化などの反応にも適用されている。
DavePhosに関しては、多くの修飾を加えた配位子が合成されている。tBuDavePhosは室温で、塩化アリールまたは臭化アリールを基質として用いたときにDavePhosより鈴木・宮浦カップリングでの反応性が高いことがわかっている。ビフェニル等価体 (PhDavePhos) も鈴木・宮浦カップリングの触媒として用いることができる。

## JohnPhos
ジョン・ウォルフにちなんで名付けられた。JohnPhosはもともと1999年にPdを触媒とする塩化アリール・臭化アリールの鈴木・宮浦クロスカップリング反応に使用されていた。この配位子は、かさ高い基質を小さい触媒負荷で、室温にて反応させることができる。このため、この配位子は塩化アリールやトリフラートなど幅広い化合物のアミノ化やチオフェンのアリール化など様々な反応に適用されている。

JohnPhos

PhJohnPhosやCyJohnPhosなどの修飾体もPdを触媒とするクロスカップリング反応のために開発されている。

## MePhos

MePhos

1999年に最初に報告され、パラジウムを触媒とする鈴木・宮浦カップリング反応においてDavePhosやJohnPhosなどと同様のはたらきをしている。アリールケトンの生成反応において触媒活性をもつ。tert-BuMePhosなどの誘導体も販売されている。
アムジェンでのバックワルドの同僚が新しいp38分裂促進因子活性化タンパク質キナーゼ阻害剤を研究していた際、Pd2(dba)3/MePhosによって鈴木・宮浦クロスカップリングの後半がよく触媒されることがわかった。この反応はキログラムスケールで行うことができ、最終生成物のアミド中に過剰に存在するイミダゾールがパラジウムに配位して副生成物となるため、パラジウムを除去する必要もない。

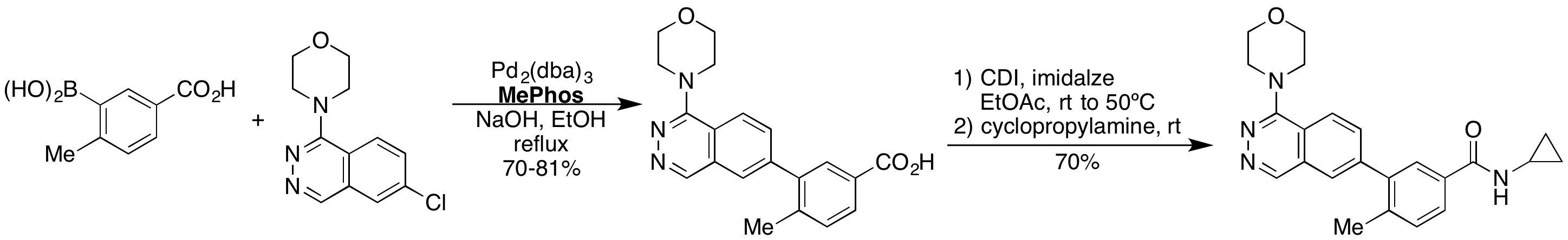
アムジェンにおけるキログラムスケールでのp38 MAPキナーゼ阻害剤の候補の合成。

## XPhos

XPhos

XPhosは2003年に最初に使用された配位子であり、アレーンスルホネートや塩化アリールのアミノ化やアミド化に用いられる。XPhosはパラジウムを触媒とする塩化アリールおよび塩化ヘテロアリールのホウ素化にも使用されている。
XPhosの構造を一部変えた配位子も報告されている。XPhosの立体的かさ高さを高めたtBuXPhosやMe4tButylXPhosはジアリールエステルの合成に使われている。4位にスルホ基を持った配位子は水系の二相系溶媒中で薗頭カップリングを行うことができる。

## SPhos

SPhos

SPhosは2004年に報告された配位子であり、鈴木・宮浦カップリングにおいて高い配位子活性を示すことが知られている。この配位子はヘテロアリールや、電子豊富・電子不足なアリール、ビニルボロン酸と様々なハロゲン化アリール、ハロゲン化ヘテロアリールの穏和な条件でのクロスカップリングを可能にした。 SPhosはPdを触媒とする塩化アリール、塩化ヘテロアリールのホウ素化にも用いられている。SPhosの3-スルホネート誘導体 (sSPhos) は水系溶媒中で鈴木・宮浦カップリングを進行させることがわかっている。研究レベルではSPhosを応用した例として8段階で (±)-geigerinを合成した例がある。

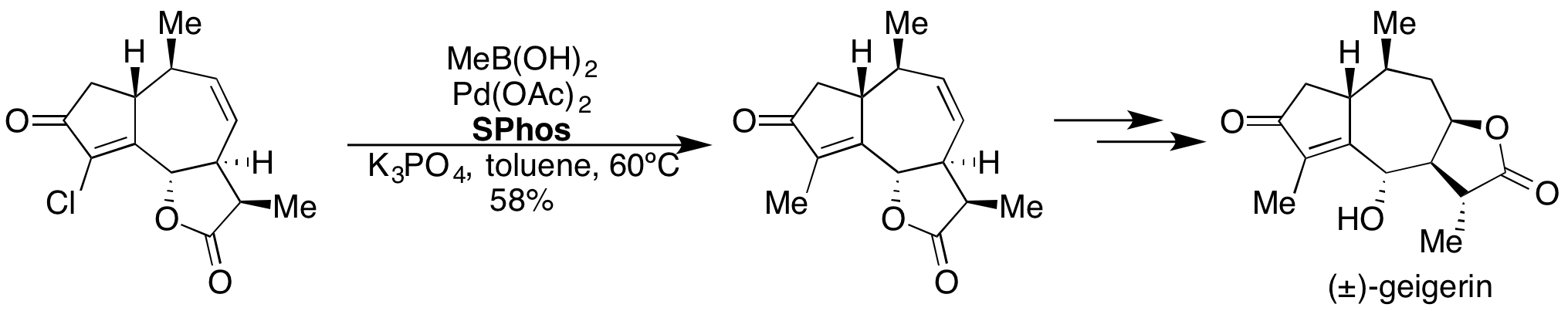
鈴木・宮浦カップリングを分子内で起こしてgeigerinを全合成した例

## RuPhos

RuPhos

RuPhosは2004年に最初に報告された配位子であり、高いハロゲン化アリールと有機亜鉛化合物をパラジウム触媒下で反応させる根岸カップリングにおいて高い活性を示す。この配位子はきわめてかさ高い基質や、様々な官能基を持った基質を反応させることができる。この配位子は塩化アリールのトリフルオロメチル化やハロゲン化アリールのアミノ化にも活性を示すことがわかっている。

## BrettPhos

BrettPhos

BrettPhosは2008年に最初に報告された配位子で、Pdを触媒とするメシラートや塩化アリールのアミノ化に活性をもつ。この配位子は弱い求核剤とハロゲン化アリールの反応を促進する。また1級アミンのモノアリール化に高い選択性を示し、ジアリール化物の生成を最小限に抑えることが特筆される。BrettPhosも化学選択性をもち、1級アミンが2級アミンに比べ優先的に生成する。BrettPhosの触媒反応におけるその他の応用としては、塩化アリールのトリフルオロメチル化、アリールトリフルオロメチルスルフィドの生成、鈴木・宮浦カップリングなどがあげられる。
BrettPhosについてもいくつか構造を変化させたものが販売されている。tBuBrettPhosはアリールトリフラートや臭化アリールをフッ化アリールに変換する触媒反応や芳香族ニトロ化合物の合成で剛直な配位子として用いられる。非常にかさ高いAdBrettPhosはハロイミダゾールやハロピラゾールなど五員環ハロゲン化複素環式化合物のアミド化に用いられる。

## CPhos

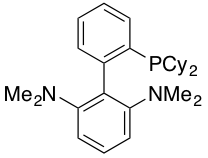
CPhos

CPhosはPdを触媒とする2級有機亜鉛化合物とハロゲン化アリールの根岸カップリングに高い活性をもつ。

## AlPhos

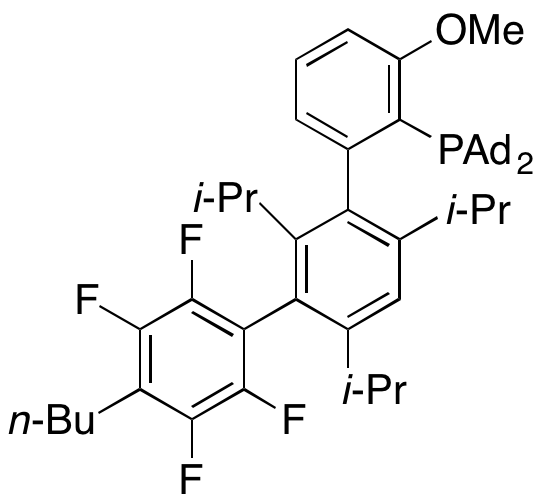
AlPhos

AlPhosは市販されているジアルキルビアリールホスフィン配位子の中では最新の物の1つである。2015年の報告では、この配位子は穏和な条件でのPdを触媒とするアリールトリフラートやヘテロアリールトリフラートのフッ素化で高い活性を示すことがわかっている。